# Karl Piderit

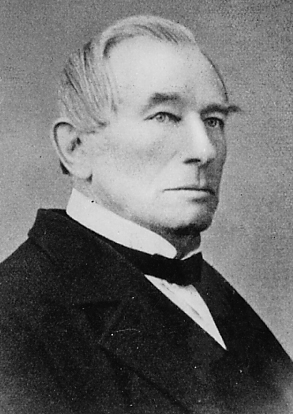
Karl Piderit

Johann Heinrich Karl Piderit (* 3. Dezember 1797 in Blomberg; † 22. September 1876 in Detmold) war ein deutscher Mediziner und Gründer des Landeskrankenhauses in Detmold.

## Leben und Wirken
Karl Piderit wurde am 3. Dezember 1797 als Sohn des Fürstlich-Lippischen Rats und Bürgermeisters Wilhelm Konrad Piderit in Blomberg geboren. Sein älterer Bruder Wilhelm Carl Piderit (1782–1868) wurde Obergerichtspräsident. Sein Vater schickte ihn auf das Internat nach Lemgo, welches er am 18. Oktober 1816 mit dem Erhalt des Reifezeugnisses abschloss. Danach folgte ein Studium an der Universität Jena. Hier machte Piderit die Bekanntschaft von Goethe und Karl Ludwig Sand. Er nahm am ersten Wartburgfest von 1817 teil und wurde Mitglied der Urburschenschaft. Nach einer kurzen Zwischenstation in Göttingen zog es ihn nach Berlin, wo er 1820 zum Doktor der Medizin promovierte. Zurück in Lippe, ließ er sich 1822 in Detmold nieder.
Bereits im Alter von 30 Jahren wurde Karl Piderit Hofarzt und Medizinalreferent der Landesregierung, zwei Jahre darauf Fürstlich-Lippischer Leibarzt und Hofrat (ab 1848: Geheimer Hofrat). Auf Bitten der fürstlichen Kammer begab er sich 1834 nach Bad Meinberg, dem er in den folgenden Jahren zum Aufschwung verhalf. 1848 legte er seine Position als leitender Brunnenarzt nieder, um sich voll seinem bedeutendsten Werk, dem Bau des Landeskrankenhauses in Detmold, zu widmen.
Schon früh hatte er erkannt, dass die ärztliche Versorgung innerhalb der Stadt zwar unbefriedigend, auf dem Land aber völlig unzureichend war. Durch anhaltende Beharrlichkeit gelang es ihm, dem Landtag einen jährlichen Zuschuss zum städtischen Krankenhaus abzuringen. Weil sich dort die Räumlichkeiten als unzulänglich erwiesen, sammelte Piderit Spenden und eigene Mittel zum Bau des Landeskrankenhauses. 1860 erfolgte die Grundsteinlegung, zwei Jahre darauf konnte das Bauwerk, Vorläufer des heutigen Klinikums Lippe, bezogen werden. Karl Piderit leitete das Krankenhaus bis zu seinem Tod.

## Sonstige Tätigkeiten
Karl Piderit war einer von 40 Männern, die sich am 17. Juni 1835 zusammenfanden, um die Schaffung einer naturhistorischen Sammlung zu beschließen. Auf Piderits Anregung entstand aus dieser Gruppe der Naturwissenschaftliche Verein für das Fürstentum Lippe, dessen erster Vorstand er wurde.

## Veröffentlichungen
- Die kohlensauren Gasquellen zu Meinberg, deren medicinische Benutzung und Wirksamkeit. Lemgo 1836 (Online)
- Aerztlicher Rath in Betreff des in Blomberg herrschenden Nervenfiebers. Lemgo 1841 (Online)
- Bericht über die Verwaltung des Landeskrankenhauses im Jahre 1864.
- Für junge Mütter. Über Haltung und Pflege der Kinder in den ersten Lebensjahren.
- Die Kinderbewahranstalt in Detmold, nebst Vorschlägen zu deren Verbesserung. Detmold 1871 (Online)

## Ehrungen

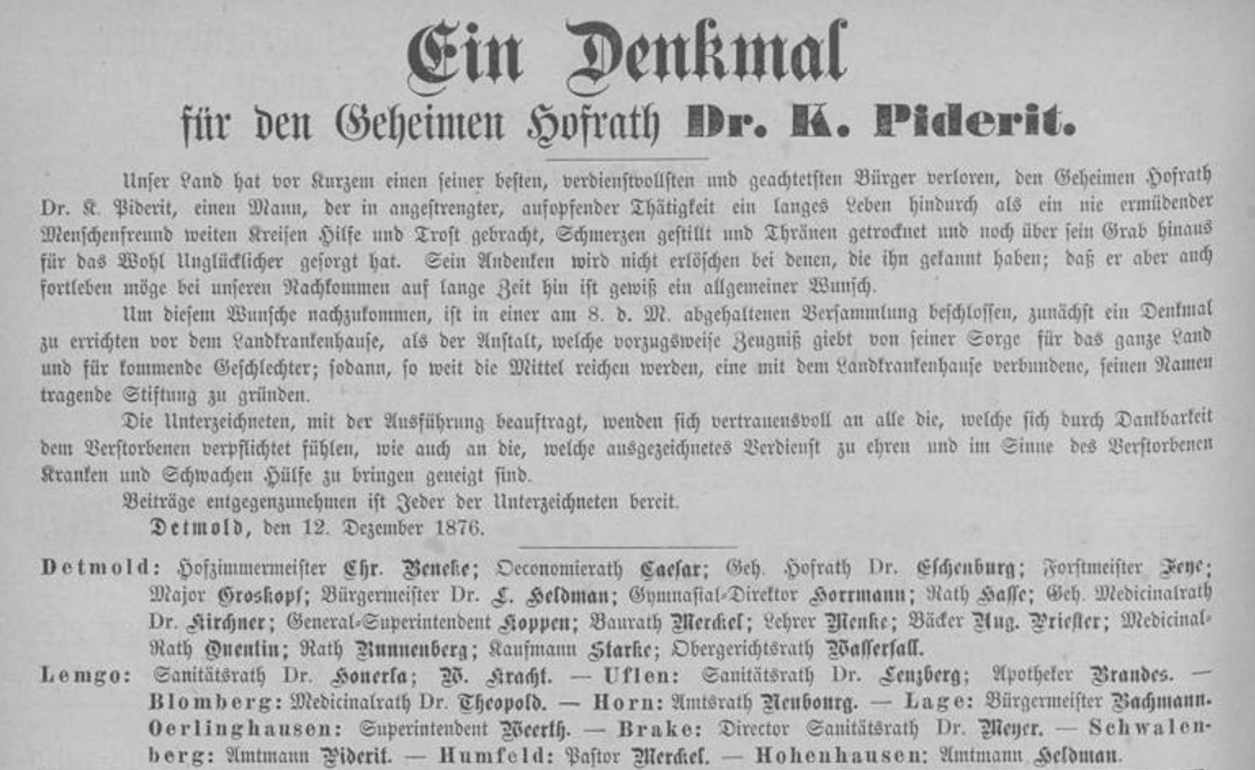
Aufruf für ein Denkmal im Fürstlich Lippischen Regierungs- und Anzeigeblatt (12. Dezember 1876)

Drei Jahre nach seinem Tod wurde Karl Piderit mit einem Denkmal vor dem Detmolder Landeskrankenhaus geehrt.
In Detmold und Lemgo sind Straßen nach Karl Piderit benannt.